# Weißnackenmangabe
Die Weißnackenmangabe (Cercocebus lunulatus), auch Weißscheitelmangabe genannt, ist eine Primatenart aus der Familie der Meerkatzenverwandten (Cercopithecidae). Sie kommt im Zentrum und Osten der Elfenbeinküste, im Südwesten von Burkina Faso und Ghana zwischen Sassandra und Volta vor. Die Weißnackenmangabe wurde früher als Unterart der Rußmangabe (Cercocebus atys) oder der Halsbandmangabe (Cercocebus torquatus) zugerechnet, gilt inzwischen aber als eigenständige Art.

## Merkmale

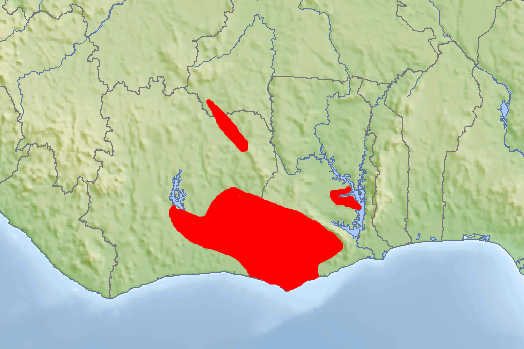
Verbreitungsgebiet der Weißnackenmangabe in Ghana und der Elfenbeinküste

Die Weißnackenmangabe erreicht eine Kopf-Rumpf-Länge von etwa 47,4 bis 51 cm (Weibchen) und 52 bis 73 cm (Männchen), eine durchschnittliche Schwanzlänge von 68 cm (Weibchen) und 67,5 bis 74 cm (Männchen) sowie ein Gewicht von 3,9 bis 6,3 kg (Weibchen) und 7,1 bis 11,8 kg (Männchen). Die weiblichen Weißnackenmangaben sind damit gleich groß wie die Weibchen der Rußmangabe, die Männchen der Weißnackenmangaben werden allerdings deutlich größer. Rücken, Schwanz, die äußeren Flächen der Gliedmaßen, Hände und Füße sind bräunlich bis rauchgrau. Die Bauchseite, die Innenseite von Armen und Beinen und die Kehle sind weiß. Das Gesicht ist pinkfarben mit einem gräulichen Einschlag und dunkler als das der Rußmangabe. Auf dem Kopf trägt die Weißnackenmangabe einen auffälligen Haarschopf mit einem weißen, halbmondförmigen Fleck am Hinterkopf, woraus die deutschen Trivialnamen und die wissenschaftliche Bezeichnung C. lunulatus resultieren.

## Lebensweise
Die Weißnackenmangabe lebt in primären und sekundären, Trocken- und Galeriewäldern, sowie in Mangrovenwäldern, und bleibt dabei meist in niedrigen, bodennahen Bereichen der Wälder. Sie lebt in Gruppen mit mehreren ausgewachsenen Männchen und Weibchen und ihren Jungen. Die Gruppengröße liegt zwischen drei und 58 Einzeltieren, eine typische Reviergröße bei etwa 200 ha. Die Weißnackenmangabe ernährt sich vor allem von Früchten, daneben von Samen, anderem pflanzlichen Material und Kleintieren. Der Menstruationszyklus der Weibchen dauert wahrscheinlich 30 Tage. Ein einzelnes Junges wird nach einer Tragzeit von etwa 170 Tagen geboren.

## Gefährdung
Die IUCN stuft die Weißnackenmangabe als vom Aussterben bedroht ein. Sie wird zur Gewinnung von Bushmeat vom Menschen gejagt. Das Verbreitungsgebiet ist inzwischen lückenhaft und zersplittert. Zwischen 2000 und 2006 zählte die IUCN die Weißnackenmangabe zu den 25 am meisten gefährdeten Primatenarten, da sie in dieser Zeit in der östlichen Elfenbeinküste und im westlichen Ghana fast vollständig verschwand.